# Peonio de Mende
Peonio de Mende (En griego, Παιώνιος Μενδαῖος) fue un escultor griego de finales del siglo V a. C. nacido en Mende, en Calcídica (Macedonia). Se le conoce por una inscripción y dos menciones de Pausanias. 
Peonio es conocido sobre todo por una magistral estatua de la diosa Niké, conocida como Victoria de Peonio o Niké de Peonio, en la que triunfa el dinamismo. Esculpió esta estatua para celebrar el triunfo de los mesenios sobre los acarnanios y los habitantes de Eníadas hacia el año 455 a. C. Según la inscripción que hay en su base, se dedicó al pueblo de Mesenia y Naupacto después de una victoria en un conflicto de nombre desconocido, posiblemente, la batalla de Esfacteria, de la que habla Pausanias, que la menciona en el siglo II en su viaje a Olimpia; la identificación se considera cierta gracias a la base firmada.

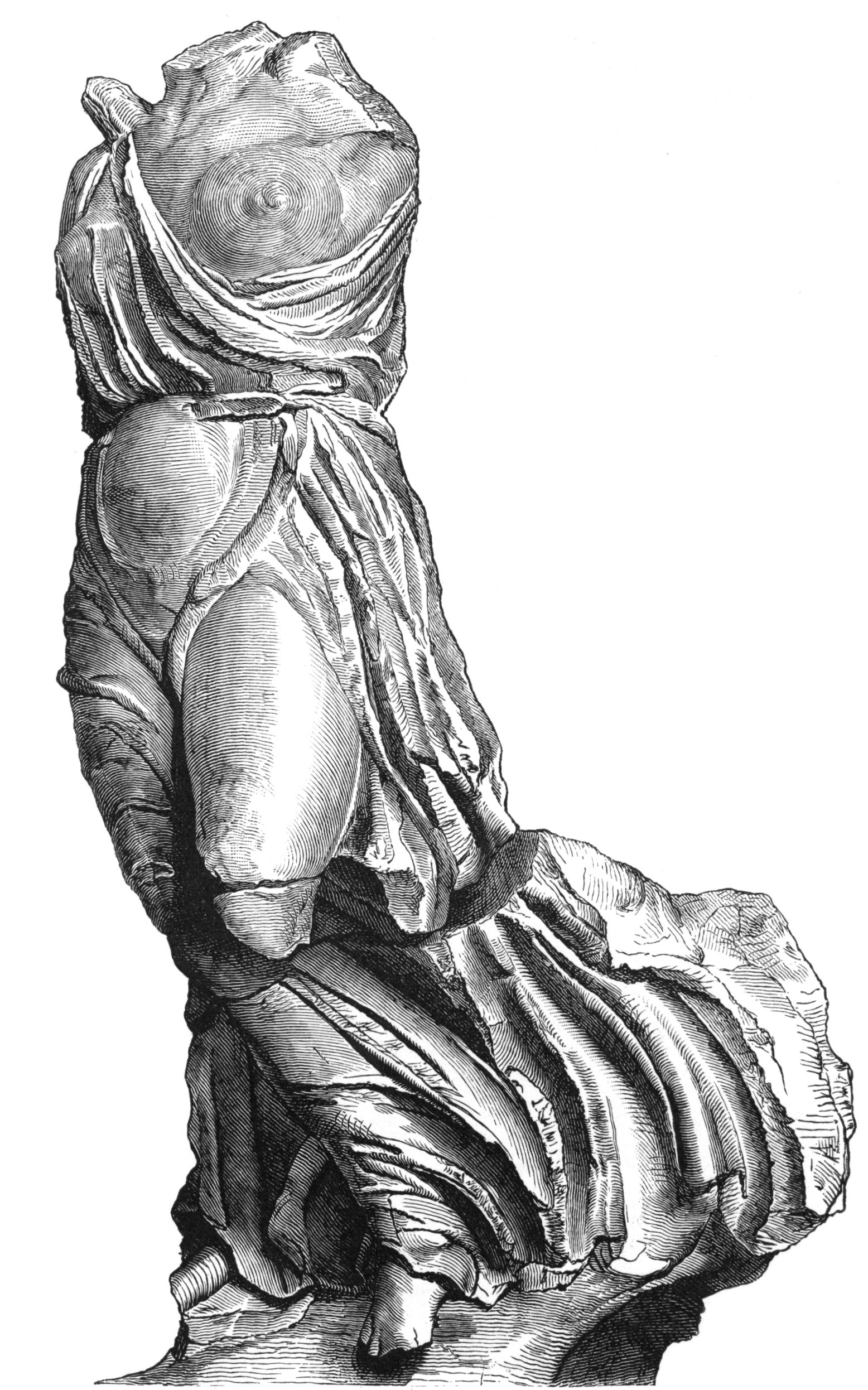
Niké de Peonio en un antiguo dibujo del año 1889.

Es la única obra que se le puede atribuir de manera definitiva. Se elaboró hacia el año 420 a. C. y se donó alrededor del año 424 a. C. Esta estatua fue descubierta en las excavaciones alemanas de Olimpia en el año 1875. La figura se alzaba sobre una columna de 8,5 metros de alto, con el espacio triangular ocupado, tal como se reconoce en los fragmentos de la base. El fundamento de la columna estaba en directa proximidad, de manera que se consiguió reconstruir el monumento al menos gráficamente completo con excepción de la porción del rostro de la diosa, que no se ha recibido. Se encuentra vestida de una túnica ligera y transparente que hincha el viento. Aparece con un gesto amplio y generoso.
Según la inscripción relacionada con la Niké, se proporciona el dato de que Peonio también ganó la competición artística para decorar las acroteras del templo de Zeus en Olimpia (alrededor de 430 - 420 a. C.) Pausanias señaló que Peonio también trabajó en las esculturas del frontón anterior del templo, en el que se representaba la carrera de carros entre Pélope y Enomao, pero los historiadores recientes creen que probablemente Pausanias estaba equivocado al hacer esta atribución.
La Niké de Peonio aparece como parte del diseño de las medallas de los Juegos Olímpicos de 2004 en Atenas y actualmente se expone en el Museo Arqueológico de Olimpia.